# Horasan (district)
Horasan is een Turks district in de provincie Erzurum en telt 45.241 inwoners (2007). Het district heeft een oppervlakte van 1662,1 km². Hoofdplaats is Horasan.
De bevolkingsontwikkeling van het district is weergegeven in onderstaande tabel.
| 1997   | 2000   | 2007   |
| ------ | ------ | ------ |
| 53.636 | 45.587 | 45.241 |